# مایکل چبرا
مایکل چبرا (انگلیسی: Michael Czyborra؛ زادهٔ ۲۴ ژوئیهٔ ۱۹۹۷) بازیکن فوتبال اهل آلمان است.
از باشگاه‌هایی که در آن بازی کرده‌است می‌توان به باشگاه فوتبال انرژی کوتبوس اشاره کرد.